# Patrizius Wittmann
Patrizius Wittmann (* 4. Januar 1818 in Ellwangen; † 3. Oktober 1883 in München) war ein deutscher römisch-katholischer Theologe und Historiker.

## Leben
Ab dem Alter von neun Jahren besuchte Wittmann ein Untergymnasium in seiner Heimatstadt, danach ging er auf das Gymnasium in Ehingen. Im Herbst 1836 wurde Patrizius Wittmann auf die Universität Tübingen aufgenommen, wo er Theologie studierte. Im vierten Jahr auf der Universität wurde er per durch staatliche Restriktionen ausgeschlossen. 
Von Ferdinand Herbst wurde Wittmann im April 1840 nach München berufen. Zusammen gaben sie die Zeitschrift Gottesgabe heraus. Im Jahre 1841 verlieh man Wittmann in Tübingen den Doktortitel der Philosophie. Er wollte Priester werden, gab diese Absicht jedoch auf und verheiratete sich 1843. 1849 ging er als Vorsteher des Piusvereins nach Augsburg. 1869 zog er zurück nach München, acht Jahre später nach Bamberg, 1883 wieder nach München, wo er im selben Jahr an einem Schlaganfall starb.

## Werke
- Die Herrlichkeit der Kirche in ihren Missionen seit der Glaubensspaltung (Augsburg 1841)
- Allgemeine Geschichte der katholischen Missionen vom 13. Jahrhundert bis auf die neueste Zeit (Augsburg 1846–1850)
- Die Christologie, oder die Wissenschaft von der Person des Gott-Menschen, nach katholischen Principien und mit besonderer Rücksicht auf die neueste speculative Philosophie (Augsburg 1842)
- Angelus Silesius als Convertit, als mystischer Dichter und als Polemiker (Augsburg 1842)